# Zelený pokoj
Zelený pokoj (v originále La Chambre verte) je francouzský hraný film Françoise Truffauta z roku 1978, natočený podle povídek Henryho Jamese Oltář mrtvých, Šelma v džungli a Přátelé přátel. Snímek měl světovou premiéru dne 5. dubna 1978.

## Děj
Manželka Gérarda Mazeta právě zemřela. Julien Davenne za ním přijíždí do východní Francie, aby ho utěšil, ale sám zažívá tragédii. Je vdovec, žije s vychovatelkou a synem Georgesem, hluchoněmým dítětem, kterého se snaží naučit mluvit. Julien v domě zřídil pokoj zcela zasvěcený památce své ženy Julie. V deníku Le Globe, kde je redaktorem, má na starosti rubriku nekrologů. Díky tomu se seznámí s Cécilií.

## Obsazení
| François Truffaut  | Julien Davenne         |
| Nathalie Baye      | Cecilia Mandel         |
| Jean Dasté         | Bernard Humbert        |
| Patrick Maléon     | Georges                |
| Jeanne Lobre       | paní Rambaudová        |
| Antoine Vitez      | biskupův sekretář      |
| Jean-Pierre Moulin | Gerard Mazet           |
| Serge Rousseau     | Paul Massigny          |
| Jean-Pierre Ducos  | kněz v márnici         |
| Annie Miller       | Geneviève Mazetová     |
| Nathan Miller      | syn Geneviève Mazetové |